# If Stockholm Open 2009
If Stockholm Open 2009 — тенісний турнір, що проходив на кортах з твердим покриттям у місті Стокгольм, Швеція з 19 жовтня . Належав до категорії ATP World Tour 250.

## Фінальна частина

### Одиночний розряд
Маркос Багдатіс —  Олів'є Рохус 6–1, 7–5

### Парний розряд
Бруно Соарес /  Кевін Ульєтт —  Сімон Аспелін /  Пол Генлі 6–4, 7–6(7–4)